# 十二步项目
十二步項目是一个通过一套规定指导原则的行为课程来治疗各类成瘾等不良行为习惯的项目。这个项目是由一个名为匿名酗酒者（Alcoholics Anonymous）的戒酒组织所发起的，本来是作为一个治疗酗酒习惯的方法，随后衍生出一系列关于其他行为习惯的组织，例如性与恋爱上瘾者互助协会（Sex and Love Addicts Anonymous）等。十二步项目包括“十二个步骤”和“十二个传统”：

### 十二个步骤
匿名戒酒会的十二个步骤如下：
1. 我們承認我們無能為力對付酒精（We admitted we were powerless over alcohol），而我們的生活已變得不可收拾（unmanageable）。
2. 來相信有一個比我們本身更大的力量（a power greater than ourselves），這個力量能恢復我們心智健康和神智清明（restore us to sanity）。
3. 作出一個決定，把我們的意志和我們的生活，託付給我們所認識的上帝（God as we understood Him）。
4. 作一次徹底和無懼的自我品格檢討（moral inventory）。
5. 向上帝、向自己、向他人承認自己過錯的本質。
6. 要完全準備讓上帝除去自己一切人格上之缺點。
7. 謙遜地祈求上帝除去我們的缺點。
8. 列出一份所有我們所傷害過的人的名單，並使自己甘願對這些人作出補償（make amends）。
9. 盡可能的話，直接補償他們，除非這樣做會傷害他們或其他人。
10. 繼續經常自我檢討，若有錯失，要迅速承認。
11. 透過禱告（prayer）與默想（meditation），增進我們與自己所認識的上帝有自覺性的接觸，只祈求認識祂對我們的旨意，並祈求有力量去奉行祂的旨意。
12. 實行這些步驟的結果是我們已經擁有一種精神上的覺醒，我們設法把這個音訊帶給酒癮患者，並在我們一切日常生活事物中，去實踐這些原則。

需要注意的是，第三步开始所提到的“神”实际上是第二步中的“比我们本身更大的力量”在十二步法中的简称，而不必然指代一神论之下的神或者任何超自然的力量。AA的书籍中说明了无神论者可以将匿名团体本身看作这个“更大的力量”。十二步法对于成员的宗教信仰不作限制。
对于其他衍生协会的十二个步骤，仅有第一条的“酒精”被替换成相应词语，例如在SAA（Sex Addicts Anonymous）的第一条将其改为“成瘾性的性行为”（“addictive sexual behavior”），并且将指代“神”的人称代词“Him”（男性第三人称代词“他”）换为“God”（作为性别中立的指代），其余内容均相同。在 Gaming Addicts Anonymous 的十二个步骤中，将所有的“God”（“神”）都替换为了“higher power”（“更大的力量”）。

### 十二个传统
匿名戒酒会的十二个传统如下：
1. 我们的共同福祉是第一位的；个人康复依赖于 A.A.（匿名戒酒会）的团结。
2. 对我们的团体（group，指的是一个在特定的固定时间、特定地点举行的会议团体）目标而言，只存在一个绝对权威——一个表现在我们团队的良心中的慈爱的上帝。我们的组织者只不过是首信托的仆人；他们并不治理。
3. 成为 A.A. 会员的唯一条件是停止饮酒的欲望。
4. 每一个团体都应当是自治的，除非涉及到会影响到其他团体或者 A.A. 作为一个整体的决定时。
5. 每一个团体都只有一个主要目标——将它的讯息传播给仍在受苦的酗酒者。
6. 一个 A.A. 团队永远不应背书、资助或将 A.A. 的名称借用给任何有关机构或者外在的企业，除非关于金钱、财产和名誉方面的问题使得我们不得不从我们的主要目标上分心。
7. 每一个 A.A. 团队都应当是完全自我支持的，拒绝外来的帮助。
8. A.A. 应当永远保持非专业（non-professional），但是我们的服务中心可能雇佣特殊的工作者。
9. 如此这样的 A.A. 永远不应是“有组织的”（organized）；但是我们可能会创建直接对其所服务的人负责的服务董事会（service boards）或者委员会（committees）。
10. A.A. 对于外在事务（outside issues）没有任何观点；因此 A.A. 的名称应当永远不被引入公共纠纷。
11. 我们的公共关系政策是基于吸引而非推销；我们在出版、电台和电影层面始终要保持个人的匿名性。
12. 匿名性（anonymity）是我们所有传统的精神奠基（spiritual foundation），不断提醒我们将原则置于个性之前。

## 基于匿名戒酒会衍生的基于十二步项目的组织
主要条目：十二步团体的列表

## 相關著作
- 《十二步驟的療癒力：擺脫成癮，啟動轉化》(The 12 Steps - A Way Out: A Spiritual Process for Healing)，2019年，繁體中文版由心靈工坊出版，ISBN 978-986-357-145-2

## 相关链接
- https://slaafws.org/chinesesim/ （页面存档备份，存于）：性与恋爱上瘾者互助协会（S.L.A.A）的8个核心文件